# حزب سوسیال دموکرات فنلاند
حزب سوسیال دموکرات فنلاند (به فنلاندی: Suomen sosialidemokraattinen puolue) یک حزب سوسیال دموکرات در فنلاند است. این حزب در حال حاضر ۳۵ صندلی در مجلس فنلاند دارد. این حزب در سال ۱۸۹۹ میلادی تشکیل شد و قدیمی‌ترین حزب سیاسی فنلاند است و رابطه نزدیکی با بزرگترین سندیکای فنلاند، سازمان مرکزی سندیکای فنلاند، دارد و عضو انترناسیونال سوسیالیست، حزب سوسیالیست‌های اروپایی و جنبش کارگری کارگروه مشترک احزاب سوسیال دموکرات اروپای شمالی است.
رهبر این حزب از سال ۲۰۱۴ میلادی تا کنون، آنتی رینه است. این حزب هم‌اکنون در اپوزیسیون دولت فنلاند قرار دارد و اقدامات کابینه سیپیله را مورد انتقادهای گسترده قراد داده‌است ازجمله سیاست‌های دولت در مورد الکل و بودجه آموزش و پرورش.

## تاریخچه
این حزب در ابتدا در سال ۱۸۹۹ و با نام حزب کارگر فنلاند (به فنلاندی: uomen Työväenpuolue) پایه‌گذاری شد. این نام در سال ۱۹۰۳ میلادی به نام امروزی تغییر پیدا کرد. این حزب در همان ابتدا رابطه بسیار نزدیکی با فدراسیون سندیکای فنلاند داشت، به طوری که تمامی اعضای این فدراسیون عضو حزب نیز بودند. این حزب در سال ۱۹۱۶ میلادی با ۴۷٪ آرا اکثریت پارلمان را به دست آورد اما در سال ۱۹۱۷ اکثریت را از دست داد و در سال ۱۹۱۸ میلادی شورشی را سازماندهی کرد که به جنگ داخلی فنلاند منجر شد.

## ایدئولوژی
این تشکل یک حزب چپ میانه سوسیال دموکرات است. این حزب مخالف پیوستن فنلاند به ناتو است و خواهان باقی ماندن فنلاند در طرح مشارکت برای صلح است. در رای‌گیری پارلمان در سال ۲۰۱۵ میلادی، ۹۱٪ اعضای این حزب به طرح پیوستن فنلاند به ناتو رأی منفی دادند.
این حزب حامی سرپرستی فرزند توسط همجنس‌گرایان، ساخت نیروگاه‌های هسته‌ای، به رسمیت شناختن زبان سوئدی به به عنوان دومین زبان رسمی فنلاند و افزایش کمک‌های مالی دولت به دانشگاه‌ها است.
این حزب برای پایان دادن به وابستگی فنلاند به نفت تا سال ۲۰۳۰ میلادی کوشش می‌کند.
این حزب حامی سیاست جلوگیری از کار کردن مهاجرین در فنلاند است.

## نتایج انتخابات

### Parliament of Finland
| انتخابات مجلس فنلاند | شمار آرا | درصد رای | تعداد جایگاه‌ها |
| -------------------- | -------- | -------- | -------------- |
| ۱۹۰۷                 | 329,946  | 37.03%   | ۸۰ از ۲۰۰      |
| ۱۹۰۸                 | 310,826  | 38.40%   | ۸۳ از ۲۰۰      |
| ۱۹۰۹                 | 337,685  | 39.89%   | ۸۴ از ۲۰۰      |
| ۱۹۱۰                 | 316,951  | 40.04%   | ۸۶ از ۲۰۰      |
| ۱۹۱۱                 | 321,201  | 40.03%   | ۸۶ از ۲۰۰      |
| ۱۹۱۳                 | 312,214  | 43.11%   | ۹۰ از ۲۰۰      |
| ۱۹۱۶                 | 376,030  | 47.29%   | ۱۰۳ از ۲۰۰     |
| ۱۹۱۷                 | 444,670  | 44.79%   | ۹۲ از ۲۰۰      |
| ۱۹۱۹                 | 365,046  | 37.98%   | ۸۰ از ۲۰۰      |
| ۱۹۲۲                 | 216,861  | 25.06%   | ۵۳ از ۲۰۰      |
| ۱۹۲۴                 | 255,068  | 29.02%   | ۶۰ از ۲۰۰      |
| ۱۹۲۷                 | 257,572  | 28.30%   | ۶۰ از ۲۰۰      |
| ۱۹۲۹                 | 260,254  | 27.36%   | ۵۹ از ۲۰۰      |
| ۱۹۳۰                 | 386,026  | 34.16%   | ۶۶ از ۲۰۰      |
| ۱۹۳۳                 | 413,551  | 37.33%   | ۷۸ از ۲۰۰      |
| ۱۹۳۶                 | 452,751  | 38.59%   | ۸۳ از ۲۰۰      |
| ۱۹۳۹                 | 515,980  | 39.77%   | ۸۵ از ۲۰۰      |
| ۱۹۴۵                 | 425,948  | 25.08%   | ۵۰ از ۲۰۰      |
| ۱۹۴۸                 | 494,719  | 26.32%   | ۵۴ از ۲۰۰      |
| ۱۹۵۱                 | ۴۸۰٬۷۵۴  | ۲۶٫۵۲٪   | ۵۳ از ۲۰۰      |
| ۱۹۵۴                 | ۵۲۷٬۰۹۴  | ۲۶٫۲۵٪   | ۵۴ از ۲۰۰      |
| ۱۹۵۸                 | ۴۴۹٬۵۳۶  | ۲۳٫۱۲٪   | ۴۸ از ۲۰۰      |
| ۱۹۶۲                 | ۴۴۸٬۹۳۰  | ۱۹٫۵۰٪   | ۳۸ از ۲۰۰      |
| ۱۹۶۶                 | ۶۴۵٬۳۳۹  | ۲۷٫۲۳٪   | ۵۵ از ۲۰۰      |
| ۱۹۷۰                 | ۵۹۴٬۱۸۵  | ۲۳٫۴۳٪   | ۵۲ از ۲۰۰      |
| ۱۹۷۲                 | ۶۶۴٬۷۲۴  | ۲۵٫۷۸٪   | ۵۵ از ۲۰۰      |
| ۱۹۷۵                 | ۶۸۳٬۵۹۰  | ۲۴٫۸۶٪   | ۵۴ از ۲۰۰      |
| ۱۹۷۹                 | ۶۹۱٬۵۱۲  | ۲۳٫۸۹٪   | ۵۲ از ۲۰۰      |
| ۱۹۸۳                 | ۷۹۵٬۹۵۳  | ۲۶٫۷۱٪   | ۵۷ از ۲۰۰      |
| ۱۹۸۷                 | ۶۹۵٬۳۳۱  | ۲۴٫۱۴٪   | ۵۶ از ۲۰۰      |
| ۱۹۹۱                 | ۶۰۳٬۰۸۰  | ۲۲٫۱۲٪   | ۴۸ از ۲۰۰      |
| ۱۹۹۵                 | ۷۸۵٬۶۳۷  | ۲۸٫۲۵٪   | ۶۳ از ۲۰۰      |
| ۱۹۹۹                 | ۶۱۲٬۹۶۳  | ۲۲٫۸۶٪   | ۵۱ از ۲۰۰      |
| ۲۰۰۳                 | ۶۸۳٬۲۲۳  | ۲۴٫۴۷٪   | ۵۳ از ۲۰۰      |
| ۲۰۰۷                 | ۵۹۴٬۱۹۴  | ۲۱٫۴۴٪   | ۴۵ از ۲۰۰      |
| ۲۰۱۱                 | ۵۶۱٬۵۵۸  | ۱۹٫۱۰٪   | ۴۲ از ۲۰۰      |
| ۲۰۱۵                 | ۴۹۰٬۱۰۲  | ۱۶٫۵۱٪   | ۳۴ از ۲۰۰      |
| ۲۰۱۹                 | TBA      | TBA      | TBA            |